# Indre Tysfjorden
Indre Tysfjorden, eller Inner-Tysfjorden, (lulesamisk: Gievsfierdda) er en arm af Tysfjorden i Nordland fylke i Norge.
Fjorden har indløb mellem Kjøpsvik i nordvest og gården Nes i sydøst og går i nordøstlig retning før den svinger rundt om  Lagmannsneset og fortsætter mod  sydøst til det 900 meter lange sund Straumen som starter 17 kilometer fra indløbet. Fra Straumen fortsætter fjorden mod øst i to forgreninger;
- Ytterpollen: 800 meter lang og 800 bred vig.
- Innerpollen: 1,2 kilometer fra Junkajo-næsset til udløbet til Straumpollelven.

Ved Hjellvikneset, 1,4 kilometer vest for Straumen, har den fjordarmen Sørfjorden indløb, og går mod sydøst.
Tysfjords kommunecenter Kjøpsvik ligger ved indløbet til fjorden. Herfra går Riksvej 827 forbi Kikvika til Brattlitunnelen. Længere inde i  fjorden ligger der en række vejløse og affolkede gårde og bebyggelser, med Forrhaugan, Ytter-Straumen og Inner-Straumen på nordsiden mens Grunnvoll og Tennstranda ligger på sydsiden.